# USS Kearny (DD-432)
Эскадренный миноносец «Кирни» (англ. USS Kearny (DD-432)) — американский эсминец типа Gleaves.
Заложен на верфи Federal Shipbuilding, Кирни, Нью-Джерси 1 марта 1939 года. Заводской номер: 161. Спущен 9 марта 1940 года, вступил в строй 13 сентября 1940 года. Выведен в резерв 7 марта 1946 года. Из ВМС США исключён 1 июня 1971 года.
Продан 6 октября 1972 года фирме «Luria Bros. and Co. Inc.», Кливленд и разобран на слом.